# 391996 Zhunenghong
391996 Zhunenghong è un asteroide della fascia principale. Scoperto nel 2008, presenta un'orbita caratterizzata da un semiasse maggiore pari a 3,1710781 au e da un'eccentricità di 0,2195811, inclinata di 8,36737° rispetto all'eclittica.